# Rückersdorf (Niederlausitz)
Rückersdorf ist eine Gemeinde im Landkreis Elbe-Elster im südlichen Brandenburg und gehört zum Amt Elsterland mit Sitz in der Gemeinde Schönborn.

## Geografie
Der Ort inmitten des Naturparks Niederlausitzer Heidelandschaft, der sich im westlichsten Teil der Niederlausitz befindet, liegt etwa 100 km südlich von Berlin, 60 km westlich von Cottbus, 60 km nördlich von Dresden und 90 km östlich von Leipzig.
Nachbargemeinden

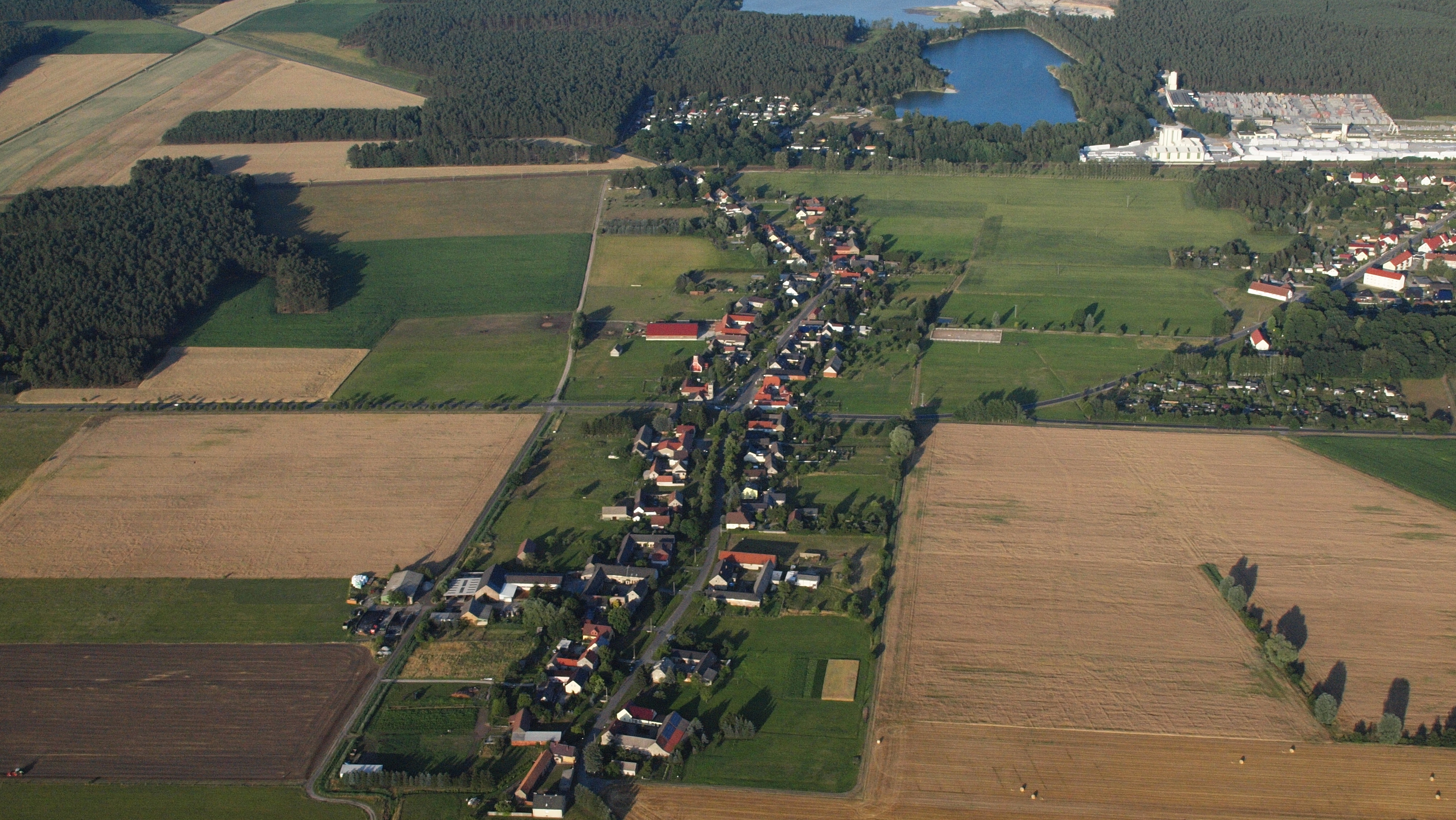
Rückersdorf (Luftaufnahme 2015)

Rückersdorf grenzt an die Gemeinden Schönborn, Doberlug-Kirchhain, Heideland, Gorden-Staupitz und Bad Liebenwerda.

## Gemeindegliederung
Rückersdorf besteht aus drei Ortsteilen:
- Friedersdorf
- Oppelhain
- Rückersdorf

Daneben gibt es die Wohnplätze Grube Erna, Täubertsmühle und Waldsiedlung.

## Geschichte
Rückersdorf wurde im Jahre 1234 erstmals urkundlich erwähnt und war somit eine der ersten Besitzungen des Klosters Dobrilugk.
Oppelhain, Rückersdorf und Friedersdorf gehörten seit 1816 zum Kreis Luckau in der Provinz Brandenburg und ab 1952 zum Kreis Finsterwalde im DDR-Bezirk Cottbus. Seit 1993 liegen die Orte im brandenburgischen Landkreis Elbe-Elster.
Zu DDR-Zeiten bestand der Gemeindeverband Rückersdorf-Oppelhain. Er war der erste seiner Art im Bezirk Cottbus und wurde mit der Wiedervereinigung Deutschlands aufgelöst. Zum Gemeindeverband zählten die Orte
- Rückersdorf mit Ortsteil Friedersdorf
- Oppelhain
- Gorden
- Staupitz
- Lindena
- Gruhno
- Schadewitz

In diesem Verband lebten etwa 5400 Bürger.
Die heutige Gemeinde Rückersdorf entstand am 31. Dezember 2001 aus den bis dahin selbstständigen Gemeinden Oppelhain und Rückersdorf (mit dem Ortsteil Friedersdorf).
 Eingemeindungen
- Eingliederung von Friedersdorf bei Oppelhain in die Gemeinde Rückersdorf mit Wirkung zum 1. Oktober 1973[3]
- Eingliederung von Oppelhain mit Neubildung der Gemeinde Rückersdorf zum 31. Dezember 2001[4]

## Bevölkerungsentwicklung
| Jahr | Einwohner |
| ---- | --------- |
| 1875 | 306       |
| 1890 | 298       |
| 1910 | 327       |
| 1925 | 318       |
| 1933 | 349       |
| 1939 | 394       |

| Jahr | Einwohner |
| ---- | --------- |
| 1946 | 0536      |
| 1950 | 0583      |
| 1964 | 0597      |
| 1971 | 0751      |
| 1981 | 1 491     |
| 1985 | 1 527     |

| Jahr | Einwohner |
| ---- | --------- |
| 1990 | 1 603     |
| 1995 | 1 494     |
| 2000 | 1 428     |
| 2005 | 1 737     |
| 2010 | 1 613     |
| 2015 | 1 466     |

| Jahr | Einwohner |
| ---- | --------- |
| 2020 | 1 337     |
| 2021 | 1 339     |
| 2022 | 1 339     |
| 2023 | 1 344     |
| 2024 | 1 360     |

 Gebietsstand des jeweiligen Jahres, Einwohnerzahl: Stand 31. Dezember (ab 1991), ab 2011 auf Basis des Zensus 2011, ab 2022 auf Basis des Zensus 2022

## Politik

### Gemeindevertretung
Die Gemeindevertretung von Rückersdorf besteht aus zehn Gemeindevertretern und dem ehrenamtlichen Bürgermeister. Die Kommunalwahl am 9. Juni 2024 führte bei einer Wahlbeteiligung von 74,3 % zu folgendem Ergebnis:
| Partei / Wählergruppe           | Stimmenanteil | Sitze |
| ------------------------------- | ------------- | ----- |
| CDU                             | 46,2 %        | 5     |
| Aktives Dorfleben               | 26,3 %        | 3     |
| SG Friedersdorf                 | 11,8 %        | 1     |
| Feuerwehr Rückersdorf           | 09,1 %        | 1     |
| Einzelbewerber Frank Schollbach | 04,0 %        | –     |
| Die Linke                       | 02,6 %        | –     |

### Bürgermeister
- 1994–2002: Günter Schimko
- 2002–2010: Christian Jaschinski (CDU)
- 2010–2014: Wilfried Büchner (Wählergruppe Landwirtschaft, Umwelt und Natur Elbe-Elster)[9]
- 2014–2015: Mathias Lehmann (CDU)[10]
- 2016–2019: Lothar Belger (parteilos)[11]
- seit 2019 Georg Zörner (CDU)

Zörner wurde in der Bürgermeisterwahl am 9. Juni 2024 ohne Gegenkandidat mit 90,3 % der gültigen Stimmen für eine weitere Amtszeit von fünf Jahren gewählt.
Seit dem Zusammenschluss der ehemals selbstständigen Gemeinden im Jahr 2001 hat jeder Ortsteil einen eigenen Ortsvorsteher.

### Wappen
| Wappen von Rückersdorf | Blasonierung: „In Silber über erniedrigter blauer Spitze mit einem schreitenden silbernen Schaf, das mit dem rechten Vorderfuß über die Schulter ein rot-silbernes Banner trägt, eine grüne beblätterte Linde.“ |
| Wappen von Rückersdorf | Das Wappen wurde am 1. Juni 1994 durch das Ministerium des Innern genehmigt. |

### Flagge
Die Flagge wurde der Gemeinde am 13. Juni 2017 durch das Ministerium des Innern genehmigt und wie folgt beschrieben:
„Die Flagge ist Grün - Gelb - Rot (1:1:1) gestreift und mittig mit dem Gemeindewappen belegt.“

## Sehenswürdigkeiten und Kultur
In der Liste der Baudenkmale in Rückersdorf (Niederlausitz) und in der Liste der Bodendenkmale in Rückersdorf (Niederlausitz) stehen die in der Denkmalliste des Landes Brandenburg eingetragenen Kulturdenkmäler.

### Bauwerke und Denkmale

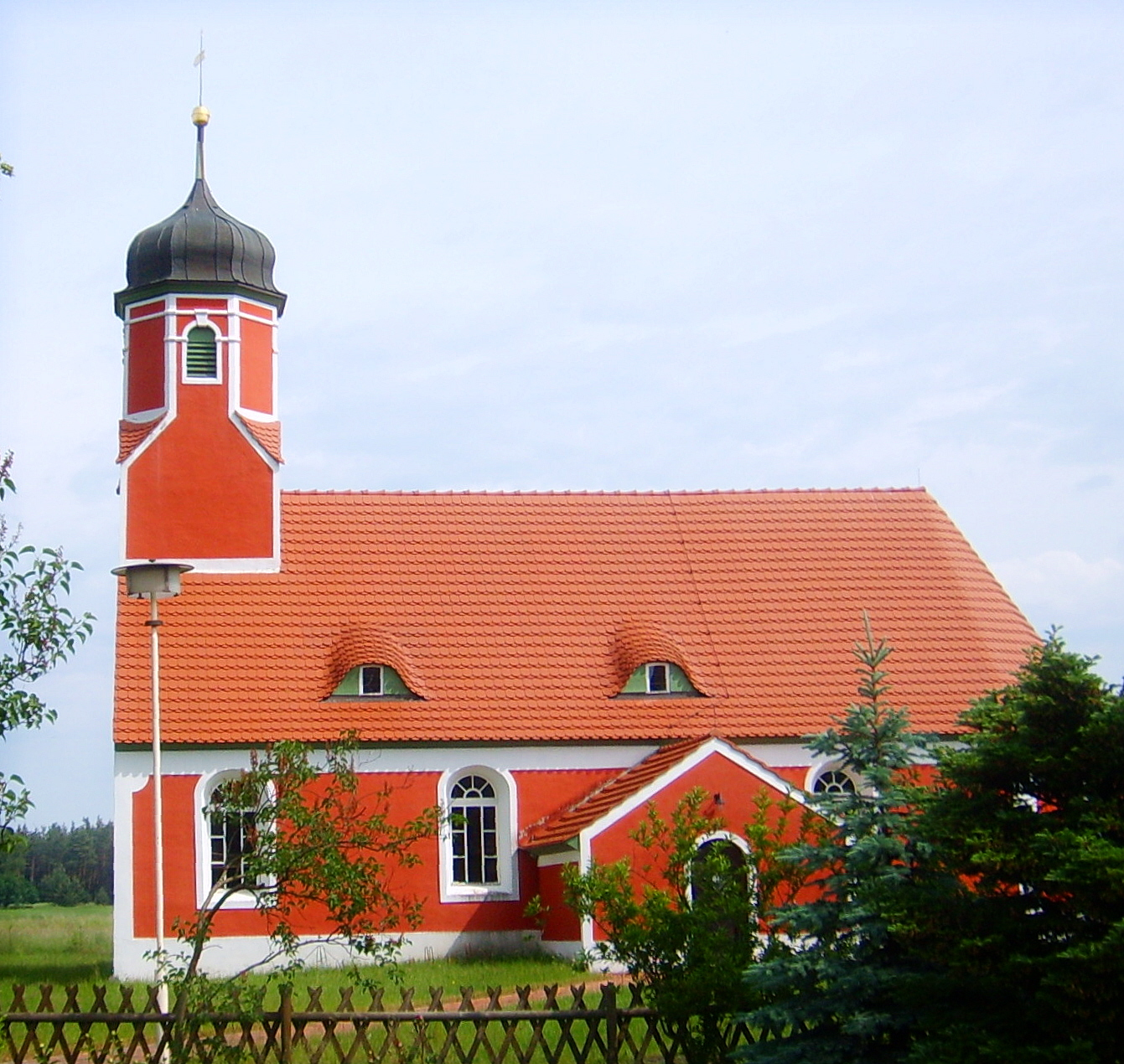
Dorfkirche Rückersdorf

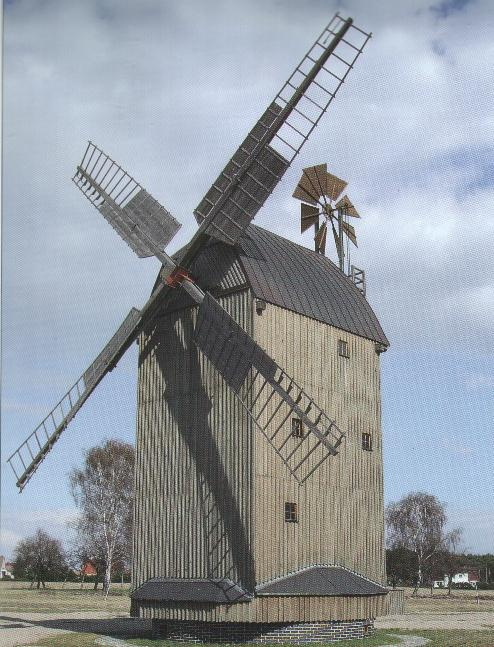
Paltrockwindmühle Oppelhain

- Evangelische Kirche in Rückersdorf
- Evangelische Kirche in Oppelhain
- Evangelische Kirche in Friedersdorf, ältestes Geläut in Süd-Brandenburg
- Katholische Sankt-Marien-Kapelle in Rückersdorf
- Mahnmale in allen Ortsteilen
- Soldatengrab in Oppelhain
- Paltrockwindmühle im Ortsteil Oppelhain
- Pechofenmodelle in Oppelhain an der Mühle und an der Försterei (Oppelhainer Pechhütte)
- Kräutergarten Oppelhain mit verschiedenen Mühlenmodellen
- Vogelaufzuchtsstation in Oppelhain

### Museum
- Mühlenmuseum im Ortsteil Oppelhain

### Parks, Landschaftsschutzgebiete, Gewässer
- Naturpark Niederlausitzer Heidelandschaft
- Gutspark in Rückersdorf
- LSG Rückersdorf-Drößiger Heidelandschaft
- LSG Grubenseen in der Rückersdorfer Heide
- Rückersdorfer See, entstanden durch den Kiesabbau seit 1927
- Bad Erna/Grube Erna, entstanden durch den Braunkohleabbau der Rückersdorfer Kohlenwerke
- Blauer See
- Franzosenteich
- Flösse

### Regelmäßige Veranstaltungen
- Fastnacht, Jugendfastnacht, Zampern in allen Ortsteilen
- Weiberfastnacht in Friedersdorf
- Schützenfest in Rückersdorf (jährlich am letzten Juliwochenende)
- Mühlenmärkte in Oppelhain
- Erntefest und Weihnachtsmarkt in Friedersdorf (im jährlichen Wechsel)
- Sportfest in Oppelhain (jährlich am ersten Augustwochenende) und in Friedersdorf

## Wirtschaft und Infrastruktur

### Ansässige Unternehmen
In der Gemeinde Rückersdorf haben die „Pro Beton GmbH und Co. KG Brandenburg“ sowie das „Kalksandsteinwerk Rückersdorf“ ihren Sitz. Weiterhin gibt es eine Baumschule, eine Agrargenossenschaft, die sich auf die Ortsteile Oppelhain und Rückersdorf verteilt, sowie weitere kleinere Unternehmen.

### Verkehr
Durch die Gemeinde Rückersdorf führen die Landesstraßen L 622 nach Doberlug-Kirchhain und L 653 nach Bad Liebenwerda.
Der heutige Bahnhof Rückersdorf wurde 1897 als Haltepunkt Rückersdorf-Oppelhain an der Berlin-Dresdener Eisenbahn eröffnet. Später kamen die Gleise 3 und 4 sowie Anschlussgleise an das Holzausformungswerk, Sägewerk und Betonwerk hinzu. Neben dem Bahnhof Rückersdorf gab es noch die Blockstelle Rückersdorf, die sich in Grube Erna befand, sowie zwei dem Bahnhof Rückersdorf angehörende Schrankenposten. Dort gab es einen Gleisanschluss der Rückersdorfer Kohlenwerke. Direkt am Bahnhof befindet sich auch das Stellwerk B1. Des Weiteren verfügte der Bahnhof Rückersdorf über eine Güterabfertigung und eine Kopfseitenrampe. Rund fünf Kilometer nördlich liegt der Eisenbahnknotenpunkt Doberlug-Kirchhain, dort kreuzen sich die Eisenbahnstrecken Halle–Cottbus und Berlin–Dresden.
Im Betonwerk gab es früher eine Grubenbahn.
Der Bahnhof wird derzeit im Zweistundentakt von der Regional-Express-Linie RE 8 Berlin Hbf – Berlin Südkreuz – Blankenfelde – Doberlug-Kirchhain – Elsterwerda bedient. Betrieben wird sie von der Ostdeutschen Eisenbahn.

### Öffentliche Einrichtungen
- Evangelisches Pfarramt Friedersdorf
- Freiwillige Feuerwehr Rückersdorf, gegründet 1922
- Freiwillige Feuerwehr Oppelhain, gegründet 1922
- Freiwillige Feuerwehr Friedersdorf
- Mehrgenerationenhaus Rückersdorf

### Bildung
- Kindertagesstätte des DRK mit Mehrgenerationenhaus (MGH) in Rückersdorf
- Realschule Rückersdorf bis 2005 (hervorgegangen aus der „POS Gerhard-Eisler“ Rückersdorf)
- Grundschule Rückersdorf (hervorgegangen aus der „POS Gerhard-Eisler“ Rückersdorf)
- Landschulheim Täubertsmühle

## Persönlichkeiten
- Jürgen Haase (* 1945), Leichtathlet, zweimaliger Europameister, in Friedersdorf geboren